# Cortinarius cinnamomeus
Cortinarius cinnamomeus (L.) Fr., Epicrisis Systematis Mycologici (Uppsala): 288 (1838).

## Descrizione della specie
Cappello
3-7 cm di diametro, con il bordo convesso poi appianato, con umbone evidente, fibrilloso- squamoso, da color cannella a bruno rossastro o ocra ma più chiaro verso il margine.
Lamelle
Adnate, discretamente fitte, intercalate da lamellule, di colore giallastro che diventa giallo aranciato-ruggine.
Gambo
Lungo e flessuoso, fibrilloso, cavo, leggermente più chiaro del cappello, più scurito verso la base.
Carne
Color giallo pallido, di solito più scuro alla base del gambo, immutabile; odore rafanoide e talvolta piuttosto iodato.
Spore
Color marrone-ruggine, ellissoidali, finemente verrucose, 6-9 x 4-5,5 µm.

## Commestibilità
Prima considerato sospetto.
Recenti studi hanno però scoperto che è un fungo molto velenoso e spesso mortale, con le stesse pericolosità del Cortinarius orellanus e del Cortinarius speciosissimus. Causa la sindrome parafalloidinica.

## Habitat
Cresce a partire dalla fine dell'estate e in autunno, in boschi di latifoglie e/o conifere umidi e spesso torbosi.

## Specie simili
Questa specie può essere confusa con:
- Cortinarius semisanguineus
- Cortinarius cinnamomeoluteus
- Cortinarius sommerfeltii

## Sinonimi e binomi obsoleti
- Agaricus cinnamomeus L., Species Plantarum 2: 1173 (1753)
- Dermocybe cinnamomea (L.) M.M. Moser

## Nomi comuni
- (EN)  Cinnamon Webcap
- (FR)  Cortinaire cannelle
- (DE)  Zimtbrauner Hautkopf